# Ricarda Kraus
Ricarda Kraus (1990) è un'ex sciatrice alpina tedesca.

## Biografia
Attiva in gare FIS dal novembre del 2005, in Coppa Europa la Kraus esordì il 3 febbraio 2007 a Bischofswiesen in slalom speciale, senza completare la prova, colse il miglior piazzamento il 5 marzo 2008 a Haus in discesa libera (44ª) e prese per l'ultima volta il via il giorno dopo nella medesima località in supergigante (56ª). Si ritirò al termine della stagione 2008-2009 e la sua ultima gara fu la supercombinata dei Campionati tedeschi juniores 2009, disputata a Garmisch-Partenkirchen il 28 marzo e non completato dalla Kraus; in carriera non debuttò in Coppa del Mondo né prese parte a rassegne olimpiche o iridate.

## Palmarès

### Campionati tedeschi
- 1 medaglia:
  - 1 bronzo (discesa libera nel 2009)